# Palatul Pagaruyung
Palatul Pagaruyung este istana (palatul regal) al fostului Regat Pagaruyung, situat în subdistrictul Tanjung Emas în apropierea orașului Batusangkar, Regența Tanah Datar, Sumatra de Vest, Indonezia. A fost construit în stilul tradițional arhitectural vernacular Rumah Gadang Minangkabau, dar a avut o serie de elemente atipice, inclusiv o structură cu trei etaje și o dimensiune mai mare în comparație cu rumah gadang-ul comun.
Întrucât Regatul Pagaruyung a fost desființat în 1833, niciun rege sau familie regală nu locuiește astăzi în palat, dar acesta rămâne a fi foarte apreciat de populația Minangkabau, deoarece descendenții împrăștiați ai nobililor Minang  (bangsawan) încă își găsesc rădăcini și legături cu fosta casă regală din Pagaruyung. Palatul a fost distrus de mai multe incendii: în 1804, 1966 și 2007. A fost reconstruit din nou și astăzi funcționează ca muzeu și ca atracție turistică populară.

## Arhitectura
Palatul Pagaruyung original a fost construit integral din zidărie de lemn, iar actualul cadru al clădirii a fost construit folosind o structură modernă din beton. Cu toate acestea, Istano Basa Pagaruyung a fost restaurat destul de fidel folosind tehnici și materiale tradiționale împodobite cu 60 de sculpturi care semnifică filozofia și cultura Minang.
Palatul are trei etaje, cu 72 de piloni și obișnuitul Rumah gadang gonjong, un acoperiș curbat similar cu un corn realizat din 26 de tone de fibră de palmier aren. Palatul este, de asemenea, mobilat cu peste 100 de replici de mobilier și artefacte antice Minang, urmărindu-se ca palatul să redevină un centru cultural Minangkabau, precum și o atracție turistică în Sumatra de Vest.

## Istorie
Palatul Pagaruyung original a fost construit pe Dealul Batu Patah și a fost incendiat în timpul unei revolte în Războiul Padri din 1804. Palatul a fost reconstruit, dar a ars din nou în 1966. Clădirea a fost apoi reconstruită din nou în 1976 ca replică a palatului Pagaruyung original. A fost construită după suprimarea mișcării Guvernului revoluționar din Republica Indonezia (PRRI) în 1958, care a avut sediul în Sumatra de Vest. Guvernatorul din Sumatra de Vest, Harun Zen, a inițiat construirea Istano Basa Pagaruyung în 1976, ca intenția de a reînvia mândria stindardului comunității Minang după suprimare. Restaurarea palatului a luat sfârșit prin ridicarea tunggak tuo (coloane principale) la 27 decembrie 1976 de către guvernatorul Sumatrei de Vest, Harun Zain. După finalizare, palatul a devenit cunoscut publicului ca muzeu și atracție turistică. Această clădire nu a fost construită pe locul inițial, ci a fost mutată mai spre sud.
Palatul a fost distrus de un incendiu în seara de 27 februarie 2007, după ce acoperișul a fost lovit de fulgere. S-a estimat că doar 15% din artefactele valoroase au supraviețuit incendiului. Astăzi artefactele care au supraviețuit sunt depozitate în Balai Benda Purbakala Kabupaten Tanah Datar (Autoritatea de Arheologie din Regiunea Tanah Datar). Pusaka sau moștenirea Regatului Pagaruyung a fost depozitată în Palatul Silinduang Bulan, situat la aproximativ 2 kilometri de Palatul Pagaruyung. Restaurarea clădirii a durat șase ani și a costat 20 de miliarde de rupi indoneziene (1,71 milioane de dolari). Clădirea a fost finalizată și inaugurată de președintele indonezian, Susilo Bambang Yudhoyono, în octombrie 2013.

## Legături externe
Materiale media legate de Palatul Pagaruyung la Wikimedia Commons